# Arnold Bercken
Johann Georg Arnold Berkemeier, seit 1911 Bercken gen. Berkemeier, (* 29. Januar 1861 in Detmold; † 3. April 1935 in Bückeburg) war ein deutscher Archivar und Jurist.

## Leben
Er war der Sohn des fürstlich-lippischen Kanzlisten Philipp Wilhelm Berkemeier und dessen Ehefrau geborene Hasenclever und änderte traditionsbewusst in seinem 50. Lebensjahr den Familiennamen durch einen Namenszusatz.
Nach dem Besuch des Gymnasiums studierte Arnold Berkemeier an den Universitäten München und Tübingen Rechts- und Staatswissenschaften sowie Geschichte. Nach Auslandsreisen trat er 1882 sein Referendariat an. Im Jahre 1886 wurde er Assistent bei der Regierung Detmold.
Von 1884 bis 1896 war Arnold Berkemeier Landsyndikus des Landtags des Fürstentums Lippe. 1894 wurde er zum Archivrat und Hilfsarbeiter des fürstlich-lippischen Kabinettsminister ernannt, den er im fürstlichen Thronstreit bis 1905 an führender Stelle unterstützte, indem er den altlippischen und bückeburgischen Rechtsstandpunkt vertrat. In dieser Zeit verfasste er mehrere Druckschriften und Rechtsgutachten sowie Einzeluntersuchungen.
Bei der Landtagswahl in Lippe 1900 wurde er in den Landtag gewählt.
Er trug seit 1914 den Titel Geheimer Regierungsrat und war als Archivar in Detmold und in Bückeburg tätig, wo er Vorsteher der fürstlichen Hausarchive war. Im letztgenannten Ort starb er 1935.
Arnold Bercken war Mitglied der Historischen Kommission für Niedersachsen.

## Schriften (Auswahl)
- Fürst Georg zu Schaumburg-Lippe. Ein Gedenkblatt zur ersten Wiederkehr seines Todestages. Bückeburg o. J. [1912]